# Aeroporto di Metz Nancy-Lorena
L'aeroporto di Metz-Nancy-Lorraine (IATA: ETZ, ICAO: LFJL), anche noto come Lorraine Aéroport e fino al 2021 come Lorraine Airport, è un aeroporto francese situato nella cittadina di Goin, tra le città di Metz e Nancy, nel dipartimento della Mosella.
Malgrado la sua posizione privilegiata - a metà tra due grandi centri come Metz e Nancy e vicino al confine con Lussemburgo e Germania - e un bacino di clientela di quasi 3 milioni di persone, sin dalla sua nascita l'aeroporto ha sempre avuto un ruolo marginale nel trasporto aereo a causa della concorrenza di aeroporti limitrofi quali l'aeroporto del Lussemburgo, quello di Strasburgo, l'aeroporto di Saarbrücken e l'aeroporto di Basilea-Mulhouse-Friburgo, nonché per la presenza di un collegamento ferroviario rapido e diretto con l'aeroporto di Parigi Charles de Gaulle.

## Storia
L'idea di creare un unico aeroporto nella regione della Lorena, al servizio delle municipalità di Metz e Nancy, nacque negli anni '60. Fino ad allora, il trasporto aereo nelle due città era stato garantito rispettivamente dalla base aerea Metz-Frescaty e dall'aeroporto Nancy-Essey.
Fu però soltanto nel 1986 che il Consiglio Regionale della Lorena approvò il progetto di costruzione dell'aeroporto, scegliendo come luogo il comune di Goin, nel dipartimento della Mosella. I lavori di costruzione dell'aeroporto, chiamato Aeroporto Metz-Nancy-Lorena, ebbero inizio nel 1989, e nel 1991 si ebbe il primo volo, con destinazione Marsiglia.
I primi anni si rivelarono economicamente difficili per l'aeroporto, al punto che tra il 1992 e il 1996 fu registrato un deficit di 30 milioni di franchi.
Tra le prime compagnie aeree che operarono a Metz-Nancy ci fu TAT European Airlines, divenuta in seguito Air Liberté e poi Air Lib. La compagnia francese offriva voli da e verso Parigi-Orly, Lione, Marsiglia, Tolosa, Nantes, Nizza, Bordeaux e Montpellier. Per un breve periodo operò a Metz-Nancy anche Luxair proponendo voli verso l'aeroporto di Londra Stansted, ma a causa di un tasso di riempimento insufficiente, la rotta venne sospesa nel 1994. Nel 1999 la compagnia irlandese Ryanair (all'epoca compagnia emergente) propose di installarsi a Metz-Nancy. Sulla base dell'accordo, l'aeroporto avrebbe dovuto essere ribattezzato Luxembourg-Sud per ragioni commerciali, ma la trattativa fallì quando Ryanair chiese all'aeroporto un contributo economico per cominciare le proprie operazioni.
Nel 2000 furono disposti dei lavori di ampliamento dell'aeroporto e in quello stesso anno fu raggiunto il record di passeggeri, con 352 626 transiti.
Nel 2003 la compagnia Air Lib, principale vettore dell'aeroporto di Metz-Nancy, fu messa in liquidazione, sospendendo le proprie attività e compromettendo così notevolmente la funzionalità dell'aeroporto lorenese. Per compensare la perdita, una parte dei voli fu ripresa da Air France e Twin Jet. Per diversificare la propria offerta allora l'aeroporto si aprì al traffico merci stipulando un accordo con la DHL, ma anche questo progetto fallì a causa delle proteste dei cittadini dei comuni limitrofi, che indussero la società a lasciare l'aeroporto nel 2006.
Nel tentativo di ampliare la propria offerta, nel 2007 l'aeroporto di Metz-Nancy decise di puntare sulle compagnie aeree a basso costo. In particolare, furono inaugurati collegamenti con Bergamo e Venezia, entrambi operati dall'italiana Myair. Nelle intenzioni dell'amministrazione, queste nuove rotte avrebbero dovuto bilanciare la perdita di passeggeri dovuta all'apertura della nuova linea ferroviaria ad alta velocità LGV Est européenne, che, passando per la stazione ferroviaria di Louvigny (a circa dieci minuti dall'aeroporto di Metz-Nancy), consente di arrivare direttamente al Terminal 2 dell'aeroporto di Parigi Charles de Gaulle. Proprio in virtù dei tempi più brevi per arrivare all'aeroporto di Parigi via treno, le rotte verso Parigi e Nantes dovettero essere sospese cagionando una perdita del 15% del traffico passeggeri. Le nuove tratte verso Bergamo e Venezia dal canto loro si rivelarono poco remunerative e Myair si vide costretta a sospenderle a fine 2007. Di conseguenza, nel 2008 l'aeroporto fece registrare un deficit di 500 000 euro  e, nel 2009, un ulteriore calo del traffico passeggeri del 9,6%.
Nel settembre 2012 fu tentato un nuovo approccio con una compagnia low cost: Volotea inaugurò infatti la rotta per Nantes. Tuttavia, ancora una volta la scarsità di passeggeri costrinse la compagnia a far cessare il collegamento già nel gennaio 2013. Contemporaneamente, la tratta verso Nizza operata da Air France fece registrare una crescita dell'11%.
Dal 2013 l'aeroporto cercò di correre ai ripari aprendo nuove rotte stagionali in accordo con vari tour operator, con destinazioni come le Antille, Capo Verde e la Lapponia. Negli anni successivi l'aeroporto si specializzò sempre più nei voli-vacanze, creando nuove rotte stagionali verso Palermo, Catania, Olbia, nonché altre destinazioni in Spagna e Grecia, operate dal vettore Tuy fly, che istituì collegamenti anche verso Casablanca. La sussidiaria di Air France, Air France Hop, subentrò alla casa madre nella gestione delle rotte verso Nizza, Marsiglia e Lione. Infine, Air Algérie ampliò la propria offerta verso Algeri. Grazie a questi nuovi vettori, nel 2018 l'aeroporto fece registrare una crescita consistente del traffico passeggeri, arrivando a 280 000.
Nel frattempo, nel 2015 l'aeroporto venne ribattezzato Lorraine Airport: alla base della scelta, la volontà dei gestori dell'aeroporto di creare maggior appeal a livello internazionale. La decisione fu al centro di numerose polemiche da parte di associazioni che volevano l'utilizzo di un nome francese.
Nel 2016 la pista dell'aeroporto, originariamente lunga 2500 m, fu sottoposta a lavori di rifacimento che ne permisero l'allungamento fino a 3050 m, in linea con le direttive europee.
Nel 2020, a causa della Pandemia di COVID-19, l'aeroporto cessò per mesi la propria attività. Alla ripresa, Air France annunciò il ritiro della sussidiaria Hop dall'aeroporto della Lorena. La decisione mise in crisi il futuro dell'aeroporto, determinando il crollo del traffico passeggeri, lasciando la compagnia TwinJet come unico vettore ancora attivo con tratte verso Marsiglia, Lione e Tolosa e costringendo l'amministrazione a licenziare parte del personale dell'aeroporto.
Nel febbraio 2021 l'aeroporto mutò nuovamente il proprio nome commerciale, passando da Lorraine Airport a Lorraine Aéroport: il cambiamento fu conseguenza della vertenza avviata nel 2016 da un'associazione per la difesa della lingua francese, la quale ottenne che il nome inglese dell'aeroporto fosse rimpiazzato con uno francofono.

## Statistiche di traffico
Statistiche di traffico secondo l'Union des Aéroports Français.
Questo grafico non è disponibile a causa di un problema tecnico.
Si prega di non rimuoverlo.
Vedi la query Wikidata di origine.
| Anno | Passeggeri | Movimenti |
| ---- | ---------- | --------- |
| 2000 | 352 626    | 20 009    |
| 2001 | 331 266    | 20 931    |
| 2002 | 302 849    | 17 487    |
| 2003 | 294 731    | 14 777    |
| 2004 | 323 379    | 14 060    |
| 2005 | 354 514    | 22 734    |
| 2006 | 340 242    | 11 176    |
| 2007 | 344 913    | 10 935    |
| 2008 | 291 006    | 8 540     |
| 2009 | 263 020    | 7 827     |
| 2010 | 254 204    | 7 443     |
| 2011 | 279 030    | 7 623     |
| 2012 | 277 780    | 6 528     |
| 2013 | 242 995    | 5 706     |
| 2014 | 245 781    | 5 837     |
| 2015 | 255 390    | 6 457     |
| 2016 | 229 278    | 5 559     |
| 2017 | 244 883    | 6 113     |
| 2018 | 278 626    | 6 312     |
| 2019 | 263 619    | 6 218     |
| 2020 | 38 535     | 2 008     |
| 2021 | 19 416     | 1 440     |
| 2022 | 44 496     | 2 146     |
| 2023 | 102 309    | 2 620     |

## Collegamenti
L'aeroporto dista circa 25 km dalla città di Metz e 35 km da quella di Nancy.
Per arrivare da Metz all'aeroporto si possono utilizzare l'Autostrada A31 o l'Autostrada A315, mentre per arrivare in aeroporto da Nancy ci si serve unicamente dell'Autostrada A31.
L'aeroporto è inoltre collegato alla Stazione di Metz-Ville e alla Stazione di Nancy-Ville tramite un servizio di navette che muovono dall'aeroporto verso le due stazioni e viceversa.
Infine, a poca distanza dall'aeroporto, nel comune di Louvigny, è presente la Stazione di Lorraine TGV, la quale si collega anch'essa all'aeroporto mediante un servizio di navette e garantisce collegamenti ferroviari con l'intera regione della Lorena, oltre che con importanti città quali Lilla, Nantes, Rennes, Bordeaux e il secondo terminal dell'aeroporto Charles de Gaulle di Parigi.